# G Dogg
G Dogg е артистичният псевдоним на Ясен Иванов е български рап и хип-хоп изпълнител и поет.

## Биография
Ясен Иванов е роден на 28 септември 1980 г. в София в семейството на Марин Иванов и Снежанка Петкова, инженери по професия. През 1987 г. баща му заминава да работи в Железногорск, тогава в СССР, като главен инженер на „Българска строителна група“, където живее заедно със семейството си до 1990 г.
До 3-ти клас посещава училище в Железногорск. Продължава основното си образование в София в 74-то училище в квартал „Надежда“. От 1994 г. до 1999 г. учи в Софийската гимназия по строителство, архитектура и геодезия „Христо Ботев“. От 1999 г. до 2001 г. е студент в Държавния университет на Ню Йорк (Fulton-Montgomery Community College]), а през 2001 г. се премества в Технологичния институт в същия университет.
През 2001 г. изпада в клинична смърт за 7 минути, след като сърцето му спира, докато тича да хване университетския автобус. Установено е вродено сърдечно заболяване, за което се налага да му поставят пейсмейкър. 

### Завръщане в България
През 2003 г. Ясен се завръща в България, където прекарва дълъг период на депресия, основната причина за която е неуспешна интимна връзка в САЩ. През този период почти не излиза от дома и изчита значително количество литература на различни теми. Създава блог със собствена поезия.
Ясен започва кариерата си като компютърен специалист в бутилираща компания „Минерални води – Банкя“, където работи от август 2003 г. до февруари 2005 г. като заема различни позиции през годините. През 2005 г. работи като ERP General Consultant в „SM Consulta“ – София, България. Продължава кариерата си в компанията „IBIS Solutions“, София, където става лидер на екип (ERP Business Functionality Development Team) и остава там до юни 2008 г. От 2008 г. до 2011 г. работи в холдинга „United Distribution Group“ като специалист в „QlikView“. От 2009 г. до смъртта си е „QlikView“ консултант за Nokia, Еспо, Финландия.

### Дейност на хип-хоп сцената
През 1999 г. Ясен се запознава с Васил Николов – Теслата. Той става негов продуцент и автор на музиката на песните му. Година и половина по-късно, под лейбъла The New Producers, се появява и дебютният му албум „Сменям посоката на вятъра“. През 2000 г. негови песни са включени в първата българска хип-хоп компилация, издадена на CD – „Рап атака 1“. През 2002 г. по Телевизия ММ е излъчен и дебютният видеоклип на G Dogg, към трака „Западната част“ с участието на Mister X, Pikasso и Dyamandy. Впоследствие правата върху песните са придобити от PRO Records и са пуснати като отделни сингли.
Известен период от време G Dogg работи с Dyamandy, с който заедно записват песни и снимат видеоклипове. Следващите си два албума, както и две песни, обединени в „Предизборна агония“, G Dogg записва в Pro X Studio, София.
Основни теми в по-късното творчество на G Dogg са класовата дискриминация, изобличаване на подривната дейност на световния елит и тайното му общество, истинските причини за войните, водени от САЩ, корупцията, некадърността и антихуманното отношение на българските политици и пълната дезинформираност на българския народ относно водената в България политика.
В края на 2010 г. G Dogg става част от лейбъла „Ghetto Productions“. Под шапката на този лейбъл той взима участие и в проекта на Мечока „Класика (ремикс)“, което е и неговото последно появяване пред камера.
Ясен Иванов умира от инфекция на кръвта (сепсис) на 12 ноември 2011 г. на 31 години в „Национална кардиологична болница“, София.

### Филм
На 15 ноември 2014 г. по телевизия Box TV се състои премиерата на документалния филм за живота и творчеството на G Dogg – „Боец от люлката до гроба“. Режисьор и продуцент на лентата е Васил Николов – Теслата. В продукцията взимат участие Ghettoman, Мечока, Mister X, Goodslav, Dyamandy (Флейвъра), Pikasso, Lionheart.

## Дискография
- 2000 – „Сменям посоката на вятъра“
- 2010 – „Отвориочение“[2]
- 2011 – „Около 10 години по-късно...“[3]